# 娜傑日達·巴任娜
娜傑日達·巴任娜（Nadezhda Bazhina，1987年12月29日—）是一名著名俄羅斯跳水運動員，曾在2010年歐洲游泳錦標賽奪得金牌。
2016年夏季奧林匹克運動會跳水項目出現嚴重失誤，結果得到零分。